# برج تاس

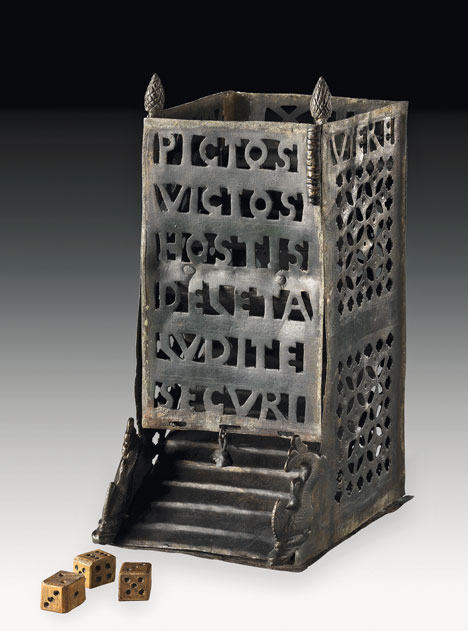
Vettweiss-Froitzheim Dice Tower مربوط به قرن چهارم میلادی

برج تاس (انگلیسی: Dice tower)، ابزاری است که توسط گیمرها برای تاس انداختن منصفانه و قابل اعتماد استفاده می‌شود.

## روش استفاده
تاس‌ها به بالای برج ریخته می‌شوند و قبل از بیرون آمدن از دهانه جلو، از پلتفرم‌های مخفی مختلف که داخل آن قرار دارد عبور کرده و به بیرون پرتاب می‌شوند. برج‌های تاس برخی از روش‌های تقلب را که ممکن است هنگام انداختن تاس با دست انجام شود، حذف می‌کنند.
 برج‌ها انواع مختلفی دارند و از نظر ساخت و طراحی متفاوت هستند.

## تاریخچه
قدیمی‌ترین برج تاس موجود با نام Vettweiss-Froitzheim Dice Tower یک سازه فلزی رومی است که قبلاً در بازی‌های تاس استفاده می شدکه مربوط به قرن چهارم میلادی است و ظاهراً به عنوان هدیه ارائه شده‌است. . این برج تاس در سال ۱۹۸۵ در آلمان کشف شد و در موزه RheinischesLandesmuseum Bonn شهر بن نگهداری می‌شود.